# Hyphydrus vassalloi
Hyphydrus vassalloi är en skalbaggsart som beskrevs av Bilardo och Rocchi 1990. Hyphydrus vassalloi ingår i släktet Hyphydrus och familjen dykare. Inga underarter finns listade i Catalogue of Life.